# San Isidro, San Andrés Zautla
San Isidro är en ort i Mexiko.   Den ligger i kommunen San Andrés Zautla och delstaten Oaxaca, i den sydöstra delen av landet, 300 km sydost om huvudstaden Mexico City. San Isidro ligger 1 619 meter över havet och antalet invånare är 595.
Terrängen runt San Isidro är varierad. Runt San Isidro är det mycket tätbefolkat, med 2 431 invånare per kvadratkilometer. Närmaste större samhälle är Oaxaca de Juárez, 18,1 km sydost om San Isidro. Omgivningarna runt San Isidro är en mosaik av jordbruksmark och naturlig växtlighet.